# Meklongbarb
Meklongbarb (Probarbus jullieni) är en fiskart som beskrevs av Sauvage, 1880. Meklongbarb ingår i släktet Probarbus och familjen karpfiskar. IUCN kategoriserar arten globalt som starkt hotad. Inga underarter finns listade i Catalogue of Life.